# 熊野神社 (安曇野市)
熊野神社（くまのじんじゃ）は、長野県安曇野市にある神社。旧社格は郷社。

## 祭神
祭神は以下の4柱。
- 伊弉冊神
- 速玉男命
- 泉津事解男命
- 素戔嗚尊

## 歴史
社伝によれば、白雉元年（650年）に熊野権現を勧請し、応永8年（1401年）に再度、熊野三社を勧請した。当社の南側にあった神宮寺は、応永18年（1411年）熊野から来た僧が創建し、十一面観世音菩薩の立像を安置したことによる。文禄時代の検地では社領5石が安堵されているが、これは安曇郡内では穂高神社、住吉神社に次ぐ処遇であった。貞享3年（1686年）の貞享騒動では多田加助ら主導者が、当社の境内で一揆の誓詞を交わした。明治35年（1902年）、村社から郷社となり、明治40年（1907年）下中萱の八坂社を合祀、大正12年（1923年）には伏見稲荷を勧請した。
毎年8月にはお船祭りが行われ、壮大な山車（お船）が曳航される。

## 文化財
- 熊野神社本殿（安曇野市有形文化財）
- 旧八坂社本殿（安曇野市有形文化財）
- 絵馬（安曇野市有形民俗文化財）
  - 花鳥の図、山姥と金太郎、大江山酒天童子、素盞嗚尊八岐大蛇、武者絵、福禄寿、鎌倉大評定、巴御前
- お船祭り（安曇野市無形民俗文化財）

## 所在地
- 長野県安曇野市三郷明盛3319番地

## 周辺
- 貞享義民記念館